# Зендея
Зенде́я Марі́ Ште́рмер Ко́улмен (англ. Zendaya Maree Stoermer Coleman [zɛnˈdeɪ.ə]; нар. 1 вересня 1996, Окленд, Каліфорнія, США) — американська акторка, співачка, модельєрка, письменниця та феміністка. Лауреатка численних нагород, включаючи дві премії «Еммі» (2020, 2022), «Супутник» (2019), «Вибір народу» (2019), «Сатурн» (2019) та інших.
Зендея почала свою кар'єру як дитина-модель і дублерка. Вона здобула популярність завдяки ролі Роккі Блю в ситкомі Disney Channel «Shake It Up» (2010—2013). У 2013 році Зендея була учасницею 16-го сезону танцювального серіалу «Танці з зірками». Вона продюсувала та знялася у ролі головної шпигунки К. С. Купер, у ситкомі «K. C. Під прикриттям» (2015—2018). Її гра підлітки, яка страждає від наркотичної залежності, у драматичному серіалі HBO «Ейфорія» (2019 — дотепер) зробила її наймолодшою лавреаткою премії «Еммі» за найкращу головну роль у драматичному серіалі. Її ролі в кіно включають музичну драму «Найбільший шоумен» (2017), анімаційну музичну комедію «Смолфут» (2018), романтичну драму «Малкольм і Марі» (2021), гібридну спортивну комедію з живим боєм і анімацією «Космічний джем: Нове покоління» (2021) і науково-фантастичний епос «Дюна» (2021). Також Зендея грає героїню ЕмДжей, дівчину Пітера Паркера / Людини-павука, у Кіновсесвіті Marvel — «Людина-павук: Повернення додому» (2017), «Людина-павук: Далеко від дому» (2019), «Людина-павук: Додому шляху нема» (2021).
Окрім акторської кар'єри, Зендея зайнялася музикою. У 2011 році вона випустила сингли «Swag It Out» і «Watch Me», останній у співпраці з Беллою Торн. У 2012 році вона підписала контракт із Hollywood Records і згодом випустила свій дебютний сингл «Replay», який увійшов до 40 найкращих в американському чарті Billboard Hot 100. У 2013 році вона випустила свій однойменний дебютний студійний альбом, який отримав помірний успіх і визнання критики. Найбільший комерційний успіх Зендеї як музикантки принесла її співпраця із Заком Ефроном «Rewrite the Stars» із саундтреку «The Greatest Showman» у 2018 році. Сингл увійшов у двадцятку найкращих чартів і отримав багатоплатинові сертифікати продажів у всьому світі.

## Біографія
Народилася 1 вересня 1996 в Окленді, США в родині вчителів, мати також працювала менеджеркою в Театрі ім. Шекспіра в Каліфорнії. Її батько афроамериканець, чиє коріння походить з Арканзасу, а мати має німецьке та шотландське походження. У Зендеї п'ятеро старших братів і сестер. Ім'я Зендея походить від імені Тендаї, що означає мовою шона «дякувати».
Проводила багато часу, допомагаючи матері розміщувати гостей та продавати квитки, а також вивчала акторську майстерність й виступала на сцені. Навчалася в Школі мистецтв Окленда і розвивала танцювальні здібності. Вона стала частиною танцювальної команди Future Shock Oakland та вивчала танок хула в Академії гавайських мистецтв.
Батько Зендеї Казембе Аджаму Коулман зараз працює її менеджером. Він одружився з її матір'ю Клер Стермер у 2008. У серпні 2016 стало відомо, що мати подала на розлучення. Для Зендеї це не стало несподіванкою. Вона зазначила, що її батьки вже тривалий час живуть окремо.

## Кар'єра
До початку акторської кар'єри Зендея мала досвід роботи моделлю, а у 2010 дебютувала у ролі Роккі Блу у серіалі. «Потанцюймо» — ситком про пригоди подруг СіСі та Роккі. Роль СіСі виконала Белла Торн, у співпраці з якою Зендея запише сингл «Watch Me» у 2011. У 2012 вийшов фільм «Закляті друзі», акторка виконала головну роль Гайлі Брендон. Того ж року Зендея підписала контракт з американською студією звукозапису Hollywood Records. Наступного року артистка випустила свою першу книгу «Між тобою і мною: Як підліткам вражати своїм стилем та впевненістю» (англ. «Between U and Me: How to Rock Your Tween Years with Style and Confidence») та перший студійний альбом «Zendaya».
У 2015 почав виходити серіал «Кей Сі. Під прикриттям». Зендея виступила у ролі шибайголови, яка тренується стати шпигункою під прикриттям. За цю роль вона отримала нагороду Kids’ Choice Awards у номінації «Улюблена актриса телебачення».
У серпні 2017 знялась у музичному кліпі «Versace on the Floor» Бруно Марса. Цього ж року у грудні зіграла акробатку Анну в музичному фільмі «Найвеличніший шоумен», працюючи на одному майданчику з такими зірками, як Г'ю Джекмен, Зак Ефрон, Мішель Вільямс та Ребекка Фергюсон.

## Громадська активність
Зендея — феміністка. У січні 2017 року вона відвідала «Жіночий марш» у Вашингтоні, щоб продемонструвати свою підтримку боротьби за права жінок. Акторка також спростувала фото з французького журналу Modeliste: автори журналу опублікували Зендею худішою, ніж вона є, обробивши фото у фотошопі. Акторка виклала фото з журналу і справжні (без ретуші) у своїх соціальних мережах. Зендея закликала журнал не створювати й не нав'язувати «нереальні ідеали краси», а показувати жінок справжніми.
У вересні 2017 році Зендея разом з актором Томом Голландом взяла участь в кампанії проти цькування (булінгу). Мета кампанії — припинити цькування дітей та підлітків у школах, коледжах та інших громадах за будь-які прояви «інакшості» (наприклад, це може стосуватися дислексії, різних видів порушення мовлення, зайвої ваги, фізичних вад або ж нетипової поведінки особи для певної соціальної групи).
Крім цього, акторка публічно підтримує міжнародний антирасистський рух Black Lives Matter (BLM). Інформацію про це вона публікувала у своїх акаунтах у соціальних мережах і в інтерв'ю журналам. Зендея відвідувала відповідні акції протесту цієї організації, зокрема протести через убивство Джорджа Флойда. Під час протестів вона також позичила свій акаунт в соціальній мережі Інстаграм (в якого 79 млн підписників) для того, щоб активістка організації BLM Патрісс Каллорс вела стрім з «передової» акцій протесту на максимальну аудиторію.

## Особисте життя
У Зендеї є будинок у Лос-Анджелесі та квартира в Брукліні. Вона є вегетаріанкою: «Моя головна причина бути вегетаріанкою полягає в тому, що я любителька тварин — точно не тому, що я люблю овочі». Зендея перебуває у стосунках з британським актором Томом Голландом. Вони заручилися в грудні 2024 року.

## Мода
Зендея була обличчям Beats Electronics, X-Out, Material Girl, CoverGirl і Chi Hair Care. У серпні 2013 року вона випустила свою дебютну книгу «Between U and Me: How to Rock Your Tween Years with Style and Confidence», щоб «допомогти дівчатам пережити важкі періоди підліткового віку». У серпні 2015 року вона представила свою колекцію взуття під назвою Daya, яка була її дитячим псевдонімом. У листопаді 2016 року лінія одягу Zendaya Daya by Zendaya надійшла в продаж, друга колекція була унісекс і включала повний діапазон розмірів. У жовтні 2018 року вона стала амбасадоркою бренду Tommy Hilfiger і спільно розробляла капсульні колекції Tommy x Zendaya. Вона черпала натхнення з 1970-х, а саме з «сильних, культових жінок десятиліття», а її покази на Тижнях моди в Парижі та Тижнях моди в Нью-Йорку були оцінені за відзначення різноманітності та інклюзивності, що включало жінок різних рас, великих розмірів і моделей віком до 70. Вистави також були даниною пам'яті іконам моди. У 2019 році Зендея стала пресмоделлю Lancôme, а в наступному році Bulgari і Valentino.
Зендея була визнана однією з найкраще одягнених жінок у 2018 році за версією модного вебсайту Net-a-Porter. Для вересневого випуску InStyle 2020 вона вибрала зі своїм стилістом Лоу Роучем виключно чорношкірих дизайнерів, художників і креативних людей. У жовтні 2020 року вона отримала нагороду Visionary Award на церемонії вручення премії CNMI Green Carpet Fashion Awards за «її зусилля щодо сприяння розмаїттю та інклюзії в моді та кіно».

## Фільмографія

### Фільми
| Рік  |    | Українська назва                   | Оригінальна назва         | Роль               |
| ---- | -- | ---------------------------------- | ------------------------- | ------------------ |
| 2013 | ф  |                                    | Super Buddies             | Льодяник (голос)   |
| 2017 | ф  | Людина-павук: Повернення додому    | Spider-Man: Homecoming    | Мішель Джонс       |
| 2017 | ф  | Найвеличніший шоумен               | The Greatest Showman      | Анна               |
| 2018 | мф | Татко гусак                        | Duck Duck Goose           | Чі (голос)         |
| 2018 | мф | Смолфут                            | Smallfoot                 | Мічі (голос)       |
| 2019 | ф  | Людина-павук: Далеко від дому      | Spider-Man: Far From Home | Мішель Джонс       |
| 2021 | ф  | Космічний джем: Нове покоління     | Space Jam: A New Legacy   | Лола Банні (голос) |
| 2021 | ф  | Дюна                               | Dune                      | Чані               |
| 2021 | ф  | Людина-павук: Додому шляху нема    | Spider-Man: No Way Home   | Мішель Джонс       |
| 2024 | ф  | Дюна: Частина друга                | Dune: Part Two            | Чані               |
| 2024 | ф  | Суперники                          | Challengers               | Таші Дональдсон    |
| 2026 | ф  | Одіссея                            | The Odyssey               | Афіна              |
| 2026 | мф | Шрек 5                             | Shrek 5                   | Фелісія (голос)    |
| 2026 | ф  | Людина-павук: Абсолютно новий день | Spider-Man: Brand New Day | Мішель Джонс       |
| 2026 | ф  | Дюна: Частина третя                | Dune: Part Three          | Чані               |
| 2026 | ф  | Драма                              | The Drama                 |                    |

### Телебачення
| Рік       |    | Українська назва  | Оригінальна назва      | Роль              |
| --------- | -- | ----------------- | ---------------------- | ----------------- |
| 2010—2013 | с  | Потанцюймо        | Shake It Up            | Роккі Блу         |
| 2011      | с  | Щасти, Чарлі!     | Good Luck Charlie      | Роккі Блу         |
| 2011      | с  |                   | PrankStars             | у ролі самої себе |
| 2011      | тф | Турнір долини фей | Pixie Hollow Games     | Ферн              |
| 2012      | с  | Табір О.С.А.      | A.N.T. Farm            | Зеккоя Джонс      |
| 2012      | тф | Закляті друзі     | Frenemies              | Гайлі Брендон     |
| 2013      | с  |                   | Dancing with the Stars | Конкурсант        |
| 2013      | тф |                   | The Story of Zendaya   | у ролі самої себе |
| 2014      | тф |                   | Zapped                 | Зої Стівенс       |
| 2015      | с  | Темніють          | Black-ish              | Решида            |
| 2015—2017 | с  |                   | K.C. Undercover        | Кей Сі Купер      |
| 2017      | с  |                   | Walk the Prank         | у ролі самої себе |
| 2019      | с  | ОА                | The OA                 | Фола              |
| 2019—2022 | с  | Ейфорія           | Euphoria               | Ру Беннетт        |
| 2021      | тф | Малкольм і Марі   | Malcolm & Marie        | Марі              |

## Дискографія

### Альбоми
- Zendaya (2013)

### Сингли
- Watch Me (2011) спільно з Беллою Торн
- Something To Dance For (2012)
- Replay (2013)
- Something New (2016) спільно з Крісом Брауном

### Промо-записи
- Swag It Out (2011)
- Fashion Is My Kryptonite (2012) спільно з Беллою Торн
- Contagious Love (2013) спільно з Беллою Торн

## Нагороди й номінації
| Рік           | Категорія                                                    | Робота  | Результат |
| ------------- | ------------------------------------------------------------ | ------- | --------- |
| «Еммі»        |                                                              |         |           |
| 2020          | Найкраща жіноча роль у драматичному телесеріалі              | Ейфорія | Перемога  |
| 2022          | Найкращий драматичний телесеріал (як продюсер)               | Ейфорія | Номінація |
| 2022          | Найкраща жіноча роль у драматичному телесеріалі              | Ейфорія | Перемога  |
| «Супутник»    |                                                              |         |           |
| 2020          | Найкраща жіноча роль у драматичному / жанровому серіалі      | Ейфорія | Перемога  |
| 2021          | Найкраща жіноча роль у мінісеріалі або телефільмі            | Ейфорія | Номінація |
| HCA TV Awards |                                                              |         |           |
| 2022          | Найкраща акторка в телевізійному / кабельному серіалі, драма | Ейфорія | Номінація |